# Алгоритм Прима
Алгоритм Прима — алгоритм построения минимального остовного дерева взвешенного связного неориентированного графа. Алгоритм впервые был открыт в 1930 году чешским математиком Войцехом Ярником, позже переоткрыт Робертом Примом в 1957 году, и, независимо от них, Э. Дейкстрой в 1959 году.

## Описание
На вход алгоритма подаётся связный неориентированный граф.  Для каждого ребра задаётся его стоимость.
Сначала берётся произвольная вершина и находится ребро, инцидентное данной вершине и обладающее наименьшей стоимостью. Найденное ребро и соединяемые им две вершины образуют дерево. Затем, рассматриваются рёбра графа, один конец которых — уже принадлежащая дереву вершина, а другой — нет; из этих рёбер выбирается ребро наименьшей стоимости. Выбираемое на каждом шаге ребро присоединяется к дереву. Рост дерева происходит до тех пор, пока не будут исчерпаны все вершины исходного графа.
Результатом работы алгоритма является остовное дерево минимальной стоимости.

## Пример
| Изображение | Множество выбранных вершин U | Ребро (u, v)                                                                             | Множество невыбранных вершин V \ U | Описание |
| ----------- | ---------------------------- | ---------------------------------------------------------------------------------------- | ---------------------------------- | --- |
|             | {}                           |                                                                                          | {A,B,C,D,E,F,G}                    | Исходный взвешенный граф. Числа возле ребер показывают их веса, которые можно рассматривать как расстояния между вершинами. |
|             | {D}                          | (D,A) = 5 V (D,B) = 9 (D,E) = 15 (D,F) = 6                                               | {A,B,C,E,F,G}                      | В качестве начальной произвольно выбирается вершина D. Каждая из вершин A, B, E и F соединена с D единственным ребром. Вершина A — ближайшая к D, и выбирается как вторая вершина вместе с ребром AD.                            |
|             | {A,D}                        | (D,B) = 9 (D,E) = 15 (D,F) = 6 V (A,B) = 7                                               | {B,C,E,F,G}                        | Следующая вершина — ближайшая к любой из выбранных вершин D или A. B удалена от D на 9 и от A — на 7. Расстояние до E равно 15, а до F — 6. F является ближайшей вершиной, поэтому она включается в дерево F вместе с ребром DF. |
|             | {A,D,F}                      | (D,B) = 9 (D,E) = 15 (A,B) = 7 V (F,E) = 8 (F,G) = 11                                    | {B,C,E,G}                          | Аналогичным образом выбирается вершина B, удаленная от A на 7. |
|             | {A,B,D,F}                    | (B,C) = 8 (B,E) = 7 V (D,B) = 9 цикл (D,E) = 15 (F,E) = 8 (F,G) = 11                     | {C,E,G}                            | В этом случае есть возможность выбрать либо C, либо E, либо G. C удалена от B на 8, E удалена от B на 7, а G удалена от F на 11. E — ближайшая вершина, поэтому выбирается E и ребро BE.                                         |
|             | {A,B,D,E,F}                  | (B,C) = 8 (D,B) = 9 цикл (D,E) = 15 цикл (E,C) = 5 V (E,G) = 9 (F,E) = 8 цикл (F,G) = 11 | {C,G}                              | Здесь доступны только вершины C и G. Расстояние от E до C равно 5, а до G — 9. Выбирается вершина C и ребро EC. |
|             | {A,B,C,D,E,F}                | (B,C) = 8 цикл (D,B) = 9 цикл (D,E) = 15 цикл (E,G) = 9 V (F,E) = 8 цикл (F,G) = 11      | {G}                                | Единственная оставшаяся вершина — G. Расстояние от F до неё равно 11, от E — 9. E ближе, поэтому выбирается вершина G и ребро EG.                                                                                                |
|             | {A,B,C,D,E,F,G}              | (B,C) = 8 цикл (D,B) = 9 цикл (D,E) = 15 цикл (F,E) = 8 цикл (F,G) = 11 цикл             | {}                                 | Выбраны все вершины, минимальное остовное дерево построено (выделено зелёным). В этом случае его вес равен 39. |

## Реализация

### Обозначения
- {\displaystyle d[i]} — расстояние от {\displaystyle i}-й вершины до построенного дерева
- {\displaystyle p[i]} — предок {\displaystyle i}-й вершины, то есть такая вершина {\displaystyle u}, что {\displaystyle (u,i)} легчайшее из всех рёбер, соединяющее i с вершиной из построенного дерева.
- {\displaystyle w(i,j)} — вес ребра {\displaystyle (i,j)}
- {\displaystyle Q} — приоритетная очередь вершин графа, где ключ — {\displaystyle d[i]}
- {\displaystyle T} — множество ребер минимального остовного дерева

### Псевдокод
```
 

  

    

      

        
T

        
←

      

    

    
{\displaystyle T\gets }

  

 {} 
Для каждой вершины  

  

    

      

        
i

        
∈

        
V

      

    

    
{\displaystyle i\in V}

  

  
 

  

    

      

        
d

        
[

        
i

        
]

        
←

        
∞

      

    

    
{\displaystyle d[i]\gets \infty }

  

 

  

    

      

        
p

        
[

        
i

        
]

        
←

        
n

        
i

        
l

      

    

    
{\displaystyle p[i]\gets nil}

  

  

    

      

        
d

        
[

        
1

        
]

        
←

        
0

      

    

    
{\displaystyle d[1]\gets 0}

  

 

  

    

      

        
Q

        
←

        
V

      

    

    
{\displaystyle Q\gets V}

  

 

  

    

      

        
v

        
←

        
 

        
E

        
x

        
t

        
r

        
a

        
c

        
t

        
.

        
M

        
i

        
n

        
(

        
Q

        
)

      

    

    
{\displaystyle v\gets \ Extract.Min(Q)}

  

  
Пока 

  

    

      

        
Q

      

    

    
{\displaystyle Q}

  

 не пуста
  Для каждой вершины 

  

    

      

        
u

      

    

    
{\displaystyle u}

  

 смежной с 

  

    

      

        
v

      

    

    
{\displaystyle v}

  

    Если 

  

    

      

        
u

        
∈

        
Q

      

    

    
{\displaystyle u\in Q}

  

 и 

  

    

      

        
w

        
(

        
v

        
,

        
u

        
)

        
<

        
d

        
[

        
u

        
]

      

    

    
{\displaystyle w(v,u)<d[u]}

  

  
      

  

    

      

        
d

        
[

        
u

        
]

        
←

        
w

        
(

        
v

        
,

        
u

        
)

      

    

    
{\displaystyle d[u]\gets w(v,u)}

  

      

  

    

      

        
p

        
[

        
u

        
]

        
←

        
v

      

    

    
{\displaystyle p[u]\gets v}

  

  

  

    

      

        
v

        
←

        
E

        
x

        
t

        
r

        
a

        
c

        
t

        
.

        
M

        
i

        
n

        
(

        
Q

        
)

      

    

    
{\displaystyle v\gets Extract.Min(Q)}

  

 

  

    

      

        
T

        
←

        
T

        
+

        
(

        
p

        
[

        
v

        
]

        
,

        
v

        
)

      

    

    
{\displaystyle T\gets T+(p[v],v)}

  

```

## Оценка
Асимптотика алгоритма зависит от способа хранения графа и способа хранения вершин, не входящих в дерево.
Если приоритетная очередь {\displaystyle Q} реализована как обычный массив {\displaystyle d}, то {\displaystyle Extract.Min(Q)} выполняется за {\displaystyle O(n)}, а стоимость операции {\displaystyle d[u]\gets w(v,u)} составляет {\displaystyle O(1)}.
Если {\displaystyle Q} представляет собой бинарную пирамиду, то стоимость {\displaystyle Extract.Min(Q)} снижается до {\displaystyle O(\log n)}, а стоимость {\displaystyle d[u]\gets w(v,u)} возрастает до {\displaystyle O(\log n)}.
При использовании фибоначчиевых пирамид операция {\displaystyle Extract.Min(Q)} выполняется за {\displaystyle O(\log n)}, а {\displaystyle d[u]\gets w(v,u)} за {\displaystyle O(1)}.
| Способ представления приоритетной очереди и графа | Асимптотика                               |
| ------------------------------------------------- | ----------------------------------------- |
| Массив d, списки смежности (матрица смежности)    | {\displaystyle O(V^{2})}                  |
| Бинарная пирамида, списки смежности               | {\displaystyle O((V+E)\log V)=O(E\log V)} |
| Фибоначчиева пирамида, списки смежности           | {\displaystyle O(E+V\log V)}              |